# Ceraia inconspicua
Ceraia inconspicua é uma espécie de orquídea de flores pequenas que duram muito pouco, mas que floresce diversas vezes ao ano, nativa do oeste da Nova Guiné.